# پاتریک دوویل
پاتریک دوویل (فرانسوی: Patrick Deville‎، ۱۴ دسامبر ۱۹۵۷)؛ نویسندهٔ فرانسوی است.

## زندگی
پاتریک دوویل در ۱۴ دسامبر ۱۹۵۷ زاده شد. پس از تحصیل در رشتهٔ ادبیات تطبیقی و فلسفه در دانشگاه نانت در دههٔ ۱۹۸۰ او به خاور میانه رفت و در کشورهای نیجریه و الجزایر زندگی کرد. در دههٔ ۱۹۹۰ او به‌طور مرتب به آمریکای مرکزی از جمله کوبا و اوروگوئه رفت‌وآمد داشت.
آثار او به زبان‌های گوناگون ترجمه شده‌است.

## جوایز
دووال در سال ۱۹۹۶ برندهٔ «جایزهٔ ادبیات جوان آمریکای لاتین» و مرور «میت» شد.
همچنین در سال ۲۰۱۲ هیأت داوران جایزهٔ معتبر ادبی شبکهٔ زنجیره‌ای فناک، رمان «طاعون و وبا» اثر پاتریک دوویل را به عنوان «بهترین رمان پاییز ادبی ۲۰۱۲» از میان چهار نامزد نهایی این جایزه انتخاب کرده‌است.

## آثار
در انتشارات مینویی
- ۱۹۸۷ — کمربند–آبی (به فرانسوی: Cordon-bleu)
- ۱۹۸۸ — دید وسیع (به فرانسوی: Longue Vue)
- ۱۹۹۲ — آتش هنری (به فرانسوی: Le Feu d’artifice)
- ۱۹۹۵ — زن کامل (به فرانسوی: La Femme parfaite)
- ۲۰۰۰ — آن دو نفر(به فرانسوی: Ces Deux-là)

در انتشارات سویل
- ۲۰۰۴ — پورا ویدا (به فرانسوی: Pura Vida)
- ۲۰۰۶ — وسوسهٔ تسلیحات گرم(به فرانسوی: La Tentation des armes à feu)
- ۲۰۰۹ — اکواتوریا (به فرانسوی: Equatoria)
- ۲۰۱۱ — کامبوج (به فرانسوی: Kampuchéa)
- ۲۰۱۲ — طاعون و وبا (به فرانسوی: Peste et choléra)

در انتشارات publie.net
- ۲۰۱۱ — زندگی و مرگ سَن تینا تبعیدی (به فرانسوی: Vie et mort sainte Tina l'exilée)